# 鉄のカーテン

鉄のカーテン（ただし、東ドイツ発足後のためシュテッティンが境ではない）
北大西洋条約機構
ワルシャワ条約機構
非同盟諸国

鉄のカーテン（てつのカーテン、英: Iron Curtain）は、冷戦時代のヨーロッパにおいて東西両陣営の緊張状態を表すために用いられた比喩である。同じく冷戦による分断の象徴として有名なベルリンの壁とは異なり、物理的な構造物のことではない。

## 由来
イギリスのウィンストン・チャーチルが第61代首相を退任後の1946年3月5日、アメリカ合衆国大統領ハリー・S・トルーマンに招かれて訪米し、ミズーリ州フルトンのウェストミンスター大学で行った演説の中で、下記の演説をしたことにちなむ。
米ソ冷戦の緊張状態を表す言葉として盛んに用いられた。
その後、ヨシップ・ブロズ・チトーが指導していたユーゴスラビア、またアルバニアが社会主義国でありながらも東側陣営から離脱して非同盟の動きを見せたり、ドイツの東西分裂により生まれたドイツ民主共和国（東ドイツ）が発足後に東側陣営へ組み入れられるなどして、境となる線は何度か変化した。
有名になったのは上記のチャーチル演説以降であるが、それ以前にも用いられていた語であり、ナチス・ドイツの宣伝大臣ヨーゼフ・ゲッベルスが第二次世界大戦末期の論文で用いた他、ロシアの作家ヴァシリー・ロザノフが1918年の著作『われらの時代の黙示録』で「鉄のカーテンがギシギシと音を立てて下ろされ、ロシアの歴史にも幕が下ろされた」と記している。ソビエト連邦の作家レフ・ニクーリンが著したエッセイの中にも、ヨーロッパの東西陣営の緊張を表す言葉としてこの文句が登場している。
この「鉄のカーテン」は、ヨーロッパの東西分断を象徴する言葉でもあり、「西欧」「東欧」という表現が盛んに用いられる契機ともなった。

## 具体的状況
西ドイツの東方国境は軍事的緊張が強く、名実ともに東西対立の最前線であった。ブルガリア人民共和国の南方国境もまた、東側海軍力の地中海進出の成否を左右する戦略的なポイントでもあった。
ユーゴスラビア社会主義連邦共和国においては、同じマルクス・レーニン主義国家のワルシャワ条約機構諸国との対立が、資本主義諸国との対立を凌駕するほど激しく、鉄のカーテンはユーゴスラビアとワルシャワ条約機構諸国との間にあったとみなされている。NATOとユーゴスラビアの間の軍事的緊張はNATOとワルシャワ条約機構ほどのものではなかった。NATO加盟国のギリシャおよびトルコと、集団防衛条約であるバルカン条約を締結してもいる。ただし、ユーゴスラビアはあくまで非同盟の立場を貫き、直接的にNATOに与することはなかった。
当初のアルバニア社会主義人民共和国は鉄のカーテンの飛び地として国境を接する諸国と敵対状況にあったが、ワルシャワ条約機構脱退後は東西両陣営ともユーゴスラビアとも敵対し、独自の閉鎖的国境を維持した。
フィンランドは西側諸国と同様の政治経済体制であったが、ソ連にも友好的な立場であった。(ノルディック・バランス)。

### ベルリンの壁
ヨーロッパで「鉄のカーテン」を象徴する出来事は、1948年6月24日のベルリン封鎖、1949年の東西ドイツ分離独立、1961年8月13日のベルリンの壁の建設である。ドイツは両陣営によって東西に分断されたため、特にカーテンの影響を受けやすい状況にあった。
また、他の衛星国でも1949年のハンガリーを先駆けとして、西側諸国国境沿いに鉄条網が敷設された。

## 「鉄のカーテン」の消滅

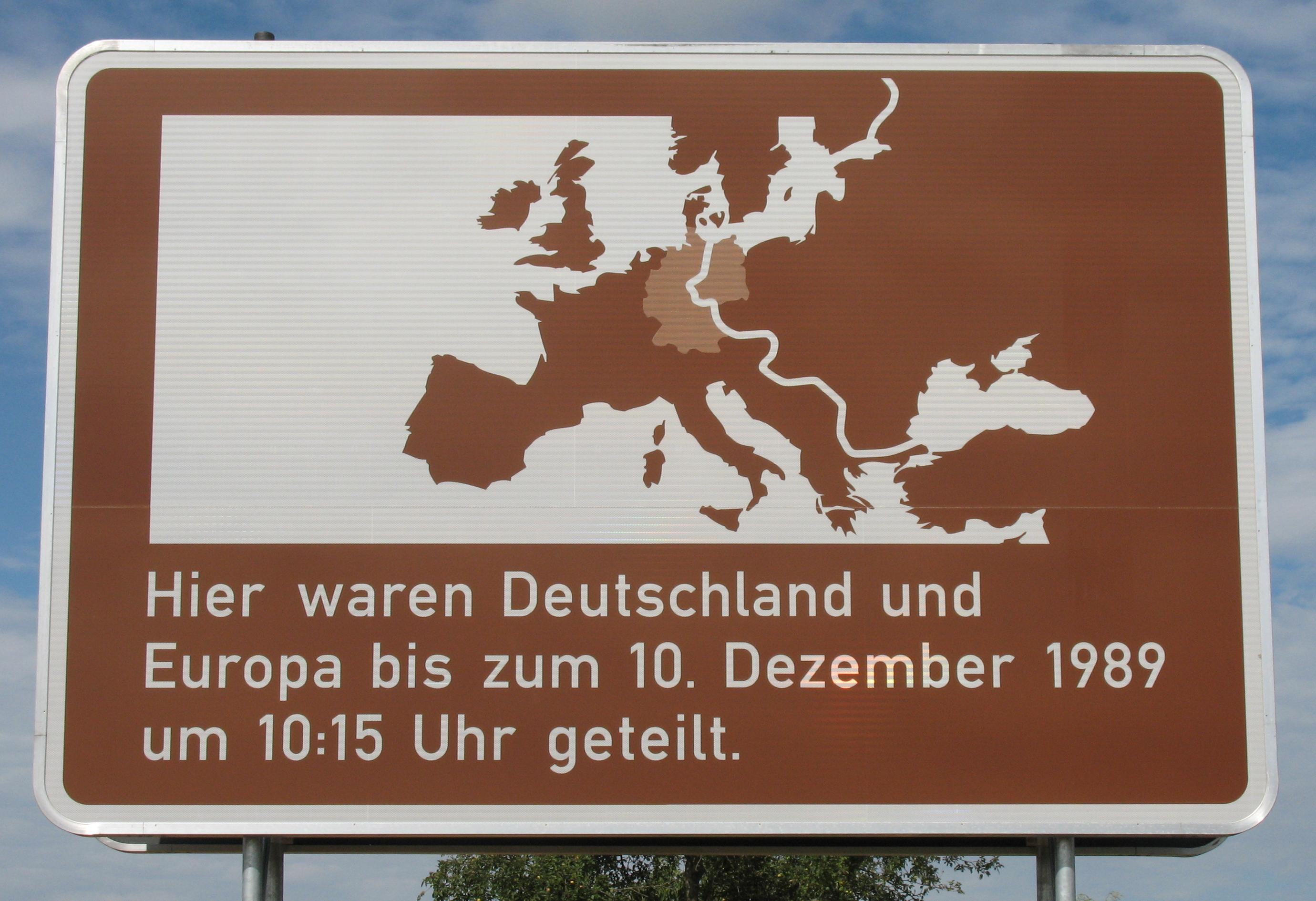
「鉄のカーテン」が存在したことを示す看板

1989年5月2日、改革を進めていた時のハンガリー首相ネーメト・ミクローシュにより、ハンガリー・オーストリア国境間に存在した鉄条網が撤去された。ハンガリーの西欧復帰を目指した政策の一つであったが、これが鉄のカーテンに穴をあけることになった。
この報道を西ドイツのテレビ放送によって知った東ドイツ国民は、ハンガリーを経由して西側に亡命できると思い、同国に殺到した。8月19日の汎ヨーロッパ・ピクニックを経て、9月11日にはハンガリーは国境を全面開放し、東ドイツ国民の西側諸国への出国を解禁した。
そしてこれにより、東ドイツ国民が西側への出国を求めてチェコスロバキア、ハンガリー、ポーランド等へ殺到、東ドイツ国内でも政府への不満と自由を求める動きからデモが頻発し、11月9日のベルリンの壁崩壊に至った。また、東欧諸国でも民主化運動（東欧革命）が勃発した。1990年10月3日には東西ドイツが統一され、これをもって「鉄のカーテン」は消滅した。
「鉄のカーテン」消滅は、ドイツを中心とした「中欧」の概念が復活・クローズアップされることにもつながった。

## 比喩的用例・派生語
- 冷戦下のアジアにおける共産主義陣営と資本主義陣営の境界を「竹のカーテン」と呼ぶことがある。
- シリア内戦による難民対策として、ハンガリーなどが2015年ごろから国境に防護柵を建設し始めており(2015年欧州難民危機参照)、これらがニュースや論評で『新たな鉄のカーテン』と比喩されることがある[5][6]。
- 日本プロ野球で、巨人監督を務めた川上哲治がグラウンドから報道陣をシャットアウトして秘密練習を行ったりした際に、マスコミから、“哲のカーテン”と言われたこともある[7]。
- NFLで、1970年代にリーグ屈指の守備力を誇ったピッツバーグ・スティーラーズのディフェンスは「スティールカーテン」（鋼鉄のカーテン）と呼ばれていた。
- 皇室は菊のカーテンと言われることがある[8]。